# Cornelis Visser (bestuurder)
C.L. (Cornelis) Visser (Stellendam, 14 november 1965) is een Nederlandse bestuurder en CDA-politicus. Sinds 18 mei 2017 is hij burgemeester van Katwijk.

## Carrière
Van 1984 tot 1990 volgde Visser een studie levensmiddelentechnologie te Wageningen, hij is afgestudeerd als ingenieur. Tussen 1990 en 1991 was hij reserveofficier bij de Nederlandse krijgsmacht. Daarna ging hij tussen 1991 en 1999 werken als beleidsmedewerker voor Europarlementariër Jan Sonneveld. Van 1999 tot 2006 was hij secretaris van de associatie van aardappelmeelfabrieken in de Europese Unie. Visser had vanaf 1991 een akkerbouwbedrijf in Stellendam. Hij was onder meer voorzitter van de afdeling Goeree-Overflakkee van LTO-Noord. Van maart 2006 tot oktober 2007 was Visser wethouder van economie, visserij en openbare werken in de gemeente Goedereede. Hij volgde daarmee de voetsporen van zijn vader die van 1953 tot 1999 wethouder in deze gemeente was. Op 17 oktober 2007 volgde hij Joop Post op als Europarlementariër. In 2009 werd hij niet herkozen.
Per 1 juni 2010 werd Visser benoemd tot burgemeester van de gemeente Twenterand. Tijdens de benoemingsprocedure bleek dat vanuit de vertrouwenscommissie zijn naam uitgelekt was naar de pers. Commissaris van de Koningin G. Jansen deed hierover aangifte. Bij de herbenoemingsprocedure van Visser in 2016 bleek opnieuw vertrouwelijke informatie te zijn gelekt. Commissaris van de Koning in Overijssel Ank Bijleveld deed vervolgens eveneens aangifte. Bij de herbenoeming was de meerderheid van de gemeenteraad positief over het functioneren van de burgemeester, hoewel sommige fracties twijfel hadden. Op 20 maart 2017 werd Visser door de gemeenteraad van Katwijk voorgedragen als nieuwe burgemeester. Zijn benoeming ging in op 18 mei 2017. In zijn nieuwjaarstoespraak van 2025 kondigde Visser aan eind dat jaar te zullen stoppen als burgemeester van Katwijk 

## Persoonlijk
Visser is getrouwd en vader van drie kinderen.
- Parlement.com: vhoy19eo2aud